# 江采蘋
江采萍（710年—756年），唐玄宗早期寵妃，正史无记载，生平事迹出于宋代传奇小说《梅妃传》。明清时，被认为是真实存在的历史人物。鲁迅等学者则认为是经过历史演绎、虚构的文学形象。

## 生平
《梅妃传》中的记载，江采萍身材苗條，姿色俏麗，生性溫柔，並且好淡妝雅服，清麗脫俗、孤傲高潔。她出生於閩地莆田县（今福建省莆田市），父親江仲遜，家族世代為醫。她九歲的時候，便能誦讀《詩經》，十餘歲已長得花容月貌，天姿國色，琴棋書畫無所不通，遠近馳名。開元十四年（726年），宦官高力士奉命到閩地選美，因而選中十六歲的江采蘋，帶回長安。唐玄宗見她，姿態明秀，豐神楚楚，秀骨姍姍，以為是仙女下凡，驚羨不已。在其寵妃武惠妃于开元二十五年（737年）身故之後，繼而寵愛江采蘋。
江采蘋不仅善於诗文，还精通乐器，能歌善舞，江采蘋在梨園，吹奏白玉笛，由于其舞技出众，尤善跳《惊鸿舞》，如飞鸟展翅，轻飘如仙，深得唐玄宗宠爱。江采蘋酷愛梅花，其寢宮周圍，皆悉植梅樹，每當寒冬臘月之時，梅花開放，她總會以淡妝在花樹下流連，賞花賦詩，怡然自得。她先後作有《梅花》、《蕭蘭》、《梨園》、《鳳笛》、《玻杯》、《剪刀》及《綺窗》七賦，文筆優美，意境清麗，其中以《谢赐珍珠》、《楼东赋》、《一斛珠》最有名，常自比為謝道韞。唐玄宗對其美貌和才氣深感欣賞，因此封她為梅妃。唐玄宗也更戲稱她為「梅精」。
但是隨著後來楊太真（楊貴妃）進宮，江梅妃開始由當初備受玄宗寵愛，變得失去寵愛。楊貴妃生性狷苛，很容易嫉妒吃醋。楊貴妃常常暗地指責江梅妃為「梅精」，江梅妃同樣也常常暗地稱楊貴妃為「肥婢」，後來為楊貴妃嫉妒而失寵。
唐玄宗雖然極度寵愛楊貴妃，但也偶爾想起江梅妃當初的溫柔，經常暗地裏召幸梅妃。有一次召幸江梅妃東窗事發，被楊貴妃發現，江梅妃和楊貴妃兩者關係因而勢成火水，這也導致江梅妃再沒有機會與玄宗相處。江梅妃就想仿效漢武帝的陈皇后，以千金為高力士祝壽，希望他找一個才比司馬相如的文人寫一篇賦打動玄宗，但高力士當時在奉承楊貴妃，也懼怕楊貴妃的勢力，拒絕了她的要求。梅妃只好自己寫一篇《樓東賦》，玄宗看見後又再想起梅妃，但又怕楊貴妃不高興，就賜梅妃一斛珍珠，梅妃收到珍珠後，寫下《謝賜珍珠》一詩，指玄宗的心已經不在，賜她珍珠以慰寂寥也是枉然。唐玄宗见诗怅惘，赋词一首，是为后世词牌《一斛珠》：“柳叶双眉久不描，残妆和泪污红绡。长门尽日无梳洗，何必珍珠慰寂寥”。
安史之亂時，江采蘋被進城的叛軍所殺；同時玄宗身邊只帶有楊貴妃及幾名親信西逃四川。所以她死前即使再想見玄宗，都沒法再與玄宗相見。江梅妃死時，享年四十六歲。

## 爭議
由於《舊唐書》和《新唐書》都沒有提及江采萍，加上梅妃的事蹟多出自宋朝传奇小说《梅妃傳》，鲁迅等当代學者認為她是一個虛構人物。鲁迅《中国小说史略·第十一篇》中记“《梅妃传》一卷亦无撰人，盖见当时图画有把梅美人号梅妃者，泛言唐明皇时人，因造此传，谓为江氏名采萍……今本或题唐曹邺撰，亦明人妄增之。”有作者认为，江采萍是各类文学作品堆叠后产生的文学形象。否认或承认江采萍存在的学者，都认为其名与杜甫诗作《丽人行》中的“杨花雪落覆白苹”一句相关。或进一步推论，与《诗经·采蘋》相关。
唐玄宗之前，后宫设一四妃（四妃为贵妃、淑妃、德妃、贤妃）。玄宗登基后，册封董良娣为贵妃，杨良娣为淑妃，武良媛为贤妃。玄宗另有一妃钱氏，仅记为钱妃，未纪录其具体封号。开元年间，玄宗将四妃改为三妃（惠妃、丽妃、华妃）。开元十二年（724年），王皇后被废，玄宗特赐武氏为惠妃，另有丽妃赵氏、华妃刘氏。开元二十三年（735年），皇甫德儀逝世又被追赠为淑妃。而在武惠妃逝世后，玄宗又专宠于杨氏，在天宝年间册为贵妃。后世皇帝，册封妃子的封号仍为贵妃、淑妃、德妃、贤妃。终唐一世，册封后妃始终没有梅妃或类似封号的实例。同时，江采萍亦并非唯一虚构的唐玄宗妾室，另有莫才人、鸾儿二人。
另有學者認為梅妃確有其人，指唐朝很多沒有生育子女又沒參與重大歷史事件的妃嬪都沒有記載於正史，並且指出在《梅妃傳》之前就已經有很多關於梅妃的傳說。并以莆田市荔城区黄石镇江东村的浦口宫为实物证据。在江东村已形成民间祭祀江采萍的的习俗，称她为“祖姑皇妃”，是为江东村信仰的的“共神”，更相信此地为江采萍的出生地。在浦口宫中，有郭沫若题写的“梅妃生里”石碑。有作者指出，江东村为海积平原，并推论唐朝时江东村尚为海水淹没地区。

## 影视作品
- 電影

| 年份 | 劇名                        | 演員 | 剧中姓名 | 劇中稱謂 |
| 1941 | 梅妃（又名《楊貴妃與梅妃》) | 周璇 | 江采蘋   | 梅妃     |
| 2015 | 王朝的女人·楊貴妃           | 寧靜 | 未提及   | 梅妃     |

- 電視劇

| 年份 | 劇名     | 演員   | 剧中姓名 | 劇中稱謂 |
| 1975 | 楊貴妃   | 陳麗麗 | 楊貴妃   | 楊貴妃   |
| 2000 | 楊貴妃   | 吳美珩 | 江采蘋   | 梅妃     |
| 2003 | 大唐歌飞 | 吕丽萍 |          | 梅妃     |

## 备注
1. ↑  董上德文章[2]中：“熟识杜诗的人，都知道不能将‘杨花雪落覆白苹’理解为是对杨妃与情敌争宠的暗喻，萧涤非先生认为此句以杨花覆苹的意象影射杨国忠与其从妹虢国夫人的通奸苟且①。不管如何，不排除编故事的人牵强附会地从杜诗中牵扯出‘江采苹’这个姓名的可能性。”
2. ↑  林双华文章[3]中：“林恭祖认为，杜甫《丽人行》中的‘杨花雪落覆白苹’，是用‘杨花’与此同‘白苹’暗喻杨玉环和江采苹，意为杨玉环追害夺宠江采苹。”
3. ↑  董上德文章[2]中，认为《诗经·采蘋》“不断于以采蘋？南澗之濱”一句，呈现出的“江边采苹”意象，即是“江采苹”。
4. ↑  蔡麟文章[7]中，时，浦口宫所在地为莆田县黄石公社江东大队。